# وزیرآباد، پاکستان
وزیرآباد (به اردو: وزیر آباد) شهری در ایالت پنجاب (پاکستان) کشور پاکستان است که در سرشماری سال ۲۰۰۶ میلادی، ۱۰۴٫۱۴۸ نفر جمعیت داشته است.